# 1 Cabot Square
Le 1 Cabot Square est un immeuble de bureaux de la ville de Londres, au Royaume-Uni. Il est situé dans le quartier de Canary Wharf. 
Le bâtiment est haut de 89 m et comporte 21 étages, pour une supertficie totale d'environ 50 000 m2. Il fut conçu par le cabinet d'architectes Pei Cobb Freed & Partners et fut construit en 1991. Il est occupé par le Crédit suisse.